# Cynops ensicauda
Espèce
Synonymes
- Triton ensicauda Hallowell, 1861 "1860"
- Triturus ensicaudus popei Inger, 1947

Statut de conservation UICN

 EN B1ab(iii,v) : En danger
Cynops ensicauda est une espèce d'urodèles de la famille des Salamandridae.

## Répartition
Cette espèce est endémique du Japon. Elle se rencontre dans les îles Amami et Okinawa dans les Ryūkyū.

## Publication originale
- Hallowell, 1861 "1860" : Report upon the Reptilia of the North Pacific Exploring Expedition, under command of Capt. John Rogers, U. S. N. Proceedings of the Academy of Natural Sciences of Philadelphia, vol. 12, p. 480-510 (texte intégral).